# Танзания на летних Олимпийских играх 2008
Танзания принимала участие в летних Олимпийских играх 2008 года, которые проходили в Пекине (Китай) с 8 по 24 августа, где её представляли 10 спортсменов в двух видах спорта: лёгкой атлетике и плавании. На церемонии открытия Олимпийских игр флаг Танзании нёс бегун Фабиано Нааси.
На летних Олимпийских играх 2008 Танзания не сумела завоевать ни одной олимпийской медали. Для знаменосца Фабиано Нааси эта Олимпиада стала третьей в карьере.

## Состав и результаты

### Лёгкая атлетика
Мужчины
Беговые виды
| Соревнование  | Спортсмены    | Отборочный раунд | Отборочный раунд | Отборочный раунд | Полуфинал            | Полуфинал            | Полуфинал            | Финал                | Финал                |
| Соревнование  | Спортсмены    | Забег            | Результат        | Место            | Забег                | Результат            | Место                | Результат            | Место                |
| ------------- | ------------- | ---------------- | ---------------- | ---------------- | -------------------- | -------------------- | -------------------- | -------------------- | -------------------- |
| 800 метров    | Самуэл Мвера  | 3                | 1:50,67          | 7                | Завершил выступление | Завершил выступление | Завершил выступление | Завершил выступление | Завершил выступление |
| 10 000 метров | Фабиано Нааси | Не проводится    | Не проводится    | Не проводится    | Не проводится        | Не проводится        | Не проводится        | 27:25,33             | 9                    |
| 10 000 метров | Диксон Марва  | Не проводится    | Не проводится    | Не проводится    | Не проводится        | Не проводится        | Не проводится        | 27:48,03             | 14                   |
| 10 000 метров | Самуэл Шаури  | Не проводится    | Не проводится    | Не проводится    | Не проводится        | Не проводится        | Не проводится        | 28:06,26             | 21                   |

Шоссейные виды
| Соревнование | Спортсмены             | Результат | Место |
| ------------ | ---------------------- | --------- | ----- |
| Марафон      | Самсон Рамадхани       | 2:25:03   | 55    |
| Марафон      | Гетули Байо            | DNF       | DNF   |
| Марафон      | Мохамед Икоки Мсандеки | DNS       | DNS   |

Женщины
Беговые виды
| Соревнование | Спортсмены          | Отборочный раунд | Отборочный раунд | Отборочный раунд | Финал                 | Финал                 |
| Соревнование | Спортсмены          | Забег            | Результат        | Место            | Результат             | Место                 |
| ------------ | ------------------- | ---------------- | ---------------- | ---------------- | --------------------- | --------------------- |
| 5000 метров  | Закия Мришо Мохамед | 1                | 15:24,28         | 12               | Завершила выступление | Завершила выступление |

### Плавание
Мужчины
| Соревнование             | Спортсмены   | Отборочный раунд | Отборочный раунд | Отборочный раунд | Полуфинал            | Полуфинал            | Полуфинал            | Финал                | Финал                | Итоговое место |
| Соревнование             | Спортсмены   | Заплыв           | Результат        | Место            | Заплыв               | Результат            | Место                | Результат            | Место                | Итоговое место |
| ------------------------ | ------------ | ---------------- | ---------------- | ---------------- | -------------------- | -------------------- | -------------------- | -------------------- | -------------------- | -------------- |
| 50 метров вольным стилем | Халид Рушака | 3                | 28,50            | 3                | Завершил выступление | Завершил выступление | Завершил выступление | Завершил выступление | Завершил выступление | 84             |

Женщины
| Соревнование             | Спортсмены     | Отборочный раунд | Отборочный раунд | Отборочный раунд | Полуфинал             | Полуфинал             | Полуфинал             | Финал                 | Финал                 | Итоговое место |
| Соревнование             | Спортсмены     | Заплыв           | Результат        | Место            | Заплыв                | Результат             | Место                 | Результат             | Место                 | Итоговое место |
| ------------------------ | -------------- | ---------------- | ---------------- | ---------------- | --------------------- | --------------------- | --------------------- | --------------------- | --------------------- | -------------- |
| 50 метров вольным стилем | Магдалена Моши | 3                | 31,37            | 6                | Завершила выступление | Завершила выступление | Завершила выступление | Завершила выступление | Завершила выступление | 77             |